# Newbridge (Caerphilly)
Pour les articles homonymes, voir Newbridge.
Newbridge (en anglais) ou Trecelyn (en gallois) est une ville et une communauté du borough de comté de Caerphilly, au pays de Galles.
Au recensement de 2011, elle comptait 6 509 habitants.